# Dr. Silbury's liquid brainstem band
Dr. Silbury's liquid brainstem band is een muziekalbum van Mooch. Mooch bestaat door de jaren heen alleen uit Stephen Palmer. De muziek van dit album toont sterke gelijkenis met de muziek van Hawkwind, Gong en de soloalbums van Steve Hillage. Ook Pink Floydmuziek uit hun beginperiode komt voorbij. Palmer schakelde voor dit album ten minste drie mensen in die hun sporen in muziekwereld hebben achtergelaten: 
- Bridget Wisehart, zij speelde met Hawkwind
- Don Falcome, hij is de leider van Spirits Burning
- Cyndee Lee Rule, zij is klassiek getraind violist, maar maakte diverse uitstapjes naar de spacerock met (ex-)leden van Hawkwind zoals Harvey Bainbridge, Nik Turner, maar ook met Radio Massacre International.

Het album is direct op een Apple Macintosh opgenomen.
De intentie van de makers was duidelijk door het album uit te brengen op 21 juni (midzomer). 

## Musici
Deelnemers aan deze muzikale trip waren:
Karen Anderson (Aunty Clockwise), Bridget Wisehart (Cora Cornucopia), Don Falcone (Dr Panaces), Dr. Silbury (Stephen Palmer), Erich Z. Schalzeug (Mr Sopht), Paul Dunmore (Paul Didge), Damien Redmond (Sergeant Damien Aztec Doughnut), Jez Creek (Sir Frank Lee “Quite” mad), Cyndee Lee Rule (Sorceress Sadie of the blasphemous hells of the joyful), Chris Gill (Star lighter) en Alan Palmer, John Toon, Jon Wber en Daisy als zichzelf.

## Muziek
| Nr. | Titel               | Duur  |
| --- | ------------------- | ----- |
| 1.  | Eight spokes        | 9:28  |
| 2.  | Cwmyoy dub          | 8:58  |
| 3.  | Jupiter event       | 16:01 |
| 4.  | Saz interval        | 2:19  |
| 5.  | Anderson council    | 7:03  |
| 6.  | The falcon          | 8:10  |
| 7.  | Silver violet flame | 8:28  |

| Nr. | Titel                  | Duur  |
| --- | ---------------------- | ----- |
| 1.  | Sandman                | 5:57  |
| 2.  | Cycad                  | 6:48  |
| 3.  | Damien’s dream         | 12:54 |
| 4.  | Outback event          | 7:54  |
| 5.  | Piano interval         | 2:22  |
| 6.  | Houri                  | 7:04  |
| 7.  | The Gulhane gardens    | 10:48 |
| 8.  | Alien’s song           | 3:24  |
| 9.  | Eat, eat, eat          | 4:38  |
| 10. | The sound of emptiness | 5:52  |